# Chemaudin
Chemaudin és un municipi francès situat al departament del Doubs i a la regió de Borgonya - Franc Comtat. L'any 2007 tenia 1.440 habitants.

## Demografia

### Població
El 2007 la població de fet de Chemaudin era de 1.440 persones. Hi havia 507 famílies de les quals 100 eren unipersonals (56 homes vivint sols i 44 dones vivint soles), 161 parelles sense fills, 218 parelles amb fills i 28 famílies monoparentals amb fills.
La població ha evolucionat segons el següent gràfic:
Habitants censats

### Habitatges
El 2007 hi havia 523 habitatges, 510 eren l'habitatge principal de la família, 7 eren segones residències i 6 estaven desocupats. 436 eren cases i 87 eren apartaments. Dels 510 habitatges principals, 384 estaven ocupats pels seus propietaris, 120 estaven llogats i ocupats pels llogaters i 6 estaven cedits a títol gratuït; 1 tenia una cambra, 21 en tenien dues, 62 en tenien tres, 116 en tenien quatre i 309 en tenien cinc o més. 470 habitatges disposaven pel capbaix d'una plaça de pàrquing. A 194 habitatges hi havia un automòbil i a 287 n'hi havia dos o més.

### Piràmide de població
La piràmide de població per edats i sexe el 2009 era:
| Homes | Edats   | Dones |
| ----- | ------- | ----- |
| 0     | 95 o +  | 0     |
| 0     | 90 a 94 | 0     |
| 0     | 85 a 89 | 0     |
| 0     | 80 a 84 | 4     |
| 16    | 75 a 79 | 12    |
| 8     | 70 a 74 | 4     |
| 20    | 65 a 69 | 12    |
| 28    | 60 a 64 | 28    |
| 28    | 55 a 59 | 28    |
| 56    | 50 a 54 | 28    |
| 20    | 45 a 49 | 40    |
| 44    | 40 a 44 | 64    |
| 80    | 35 a 39 | 64    |
| 40    | 30 a 34 | 60    |
| 60    | 25 a 29 | 32    |
| 20    | 20 a 24 | 32    |
| 56    | 15 a 19 | 52    |
| 48    | 10 a 14 | 32    |
| 52    | 5 a 9   | 80    |
| 44    | 0 a 4   | 56    |

## Economia
El 2007 la població en edat de treballar era de 934 persones, 718 eren actives i 216 eren inactives. De les 718 persones actives 666 estaven ocupades (331 homes i 335 dones) i 51 estaven aturades (18 homes i 33 dones). De les 216 persones inactives 75 estaven jubilades, 94 estaven estudiant i 47 estaven classificades com a «altres inactius».

### Ingressos
El 2009 a Chemaudin hi havia 514 unitats fiscals que integraven 1.451 persones, la mediana anual d'ingressos fiscals per persona era de 20.798 €.

### Activitats econòmiques
Dels 75 establiments que hi havia el 2007, 5 eren d'empreses extractives, 2 d'empreses alimentàries, 1 d'una empresa de fabricació de material elèctric, 1 d'una empresa de fabricació d'elements pel transport, 9 d'empreses de fabricació d'altres productes industrials, 13 d'empreses de construcció, 10 d'empreses de comerç i reparació d'automòbils, 4 d'empreses de transport, 2 d'empreses d'hostatgeria i restauració, 1 d'una empresa d'informació i comunicació, 1 d'una empresa financera, 8 d'empreses immobiliàries, 6 d'empreses de serveis, 10 d'entitats de l'administració pública i 2 d'empreses classificades com a «altres activitats de serveis».
Dels 10 establiments de servei als particulars que hi havia el 2009, 2 eren autoescoles, 2 paletes, 1 guixaire pintor, 2 lampisteries, 1 empresa de construcció, 1 perruqueria i 1 restaurant.
Dels 3 establiments comercials que hi havia el 2009, 1 era una botiga de menys de 120 m², 1 una fleca i 1 una botiga d'electrodomèstics.
L'any 2000 a Chemaudin hi havia 4 explotacions agrícoles.

## Equipaments sanitaris i escolars
L'únic equipament sanitari que hi havia el 2009 era una farmàcia.
El 2009 hi havia 1 escola maternal i 1 escola elemental.

## Poblacions més properes
El següent diagrama mostra les poblacions més properes.